# آن د سیکس
«آن د سیکس» (به انگلیسی: On the 6) آلبومی از هنرمند اهل ایالات متحده آمریکا جنیفر لوپز است و اولین البوم این خواننده میباشد که  در ۱ ژوئن ۱۹۹۹ منتشر شد.
این آلبوم در چارت‌های هلند، والونیا، اتریش، سوئیس، کانادا، آمریکا جزو ده آلبوم اول قرار گرفت و جنیفر را معروف کرد.